# Angus (Texas)
Pour les articles homonymes, voir Angus.
Angus est une municipalité américaine du comté de Navarro au Texas. Au recensement de 2010, Angus comptait 414 habitants.

## Source
- (en) Cet article est partiellement ou en totalité issu de l’article de Wikipédia en anglais intitulé « Angus, Texas » (voir la liste des auteurs).